# District de Seongju
Le district de Seongju est un district de la province du Gyeongsang du Nord, en Corée du Sud.

## Jumelages
- Gwanak-gu (Corée du Sud) depuis 2005